# 한대수 (정치인)
한대수(韓大洙, 1944년 12월 2일 ~ )는 대한민국의 전직 정치인이었다. 제10대 관선 제천시장, 제3대 충청북도 행정부지사, 제25대 청주시장을 지냈다. 본관은 청주(淸州).

## 경력
- 제13회 행정고시 합격
- 감사원 감사관
- 한나라당 청주지구당 위원장
- 충청북도 행정부지사
- 충청북도 제천시장(1994.01~1994.12)
- 국무총리 비서실 공보비서관
- 내무부 재난관리국 국장
- 충청북도 청주시장(2002.07~2006.03)
- 한국전력공사 상임감사(2011.01~2013.01)

## 학력
- 연세대학교 법학과 학사
- 연세대학교 대학원 경제학과 경제학 석사
- 연세대학교 행정대학원 행정학 석사

## 수상
- 1979 대한민국 국무총리 표창장
- 1981 대한민국 감사원장 표창장
- 1983 대한민국 대통령 표창장
- 1990 녹조근정훈장

## 역대 선거 결과
|  | 33.73% |

|  | 38.65% |

|  | 35.66% |

|  | 3.58% |

| 전임 이상범 | 제3대 충청북도 증평군수 (증평출장소장) 1993년 1월 11일 ~ 1994년 1월 2일 | 후임 김중구 |

| 전임 이상범 | 제10대 충청북도 제천시장 1994년 1월 3일 ~ 1994년 12월 31일 | 후임 정원영 |

| 전임 나기정 | 제25대 충청북도 청주시장 2002년 7월 1일~2006년 3월 3일 | 후임 (권한대행)연영석 남상우 |